# ニュージェント男爵
ニュージェント男爵（ニュージェントだんしゃく、英: Baron Nugent）は、イギリスの貴族爵位。アイルランド貴族で2度、連合王国貴族で1度創設され、いずれも廃絶している。

## 歴史
アイルランド王国出身でグレートブリテン庶民院議員を務めたロバート・クラッグス＝ニュージェント(1702–1788)は1767年1月19日にアイルランド貴族であるクレア子爵とウェストミーズ県カーランズタウンのニュージェント男爵（Baron Nugent of Carlanstown, co. Westmeath）に、1776年7月21日にニュージェント伯爵に叙された。ニュージェント伯爵位に特別残余権（special remainder）が規定されていたものの、クレア子爵とニュージェント男爵には規定されていなかった。ロバートは息子に先立たれており、1788年に死去するとクレア子爵とニュージェント男爵位は廃絶、ニュージェント伯爵位は特別残余権に基づき初代バッキンガム侯爵ジョージ・ニュージェント＝テンプル＝グレンヴィル(1753–1813)。バッキンガム侯爵の申請により、バッキンガム侯爵夫人メアリー・エリザベス(1758–1812)は1800年12月26日にアイルランド貴族であるウェストミーズ県カーランズタウンのニュージェント女男爵に叙された。この爵位にも特別残余権が規定されており、長男より次男ジョージ・ニュージェント＝グレンヴィル(1789–1850)が優先して爵位を継承するという内容だった。1812年にメアリー・エリザベスが死去すると、ジョージが特別残余権に基づき爵位を継承したが、彼は男子をもうけず、1850年に死去すると爵位は廃絶した。
陸軍軍人のテレンス・エドマンド・ガスコイン・ニュージェント(1895–1973)は1960年8月22日に連合王国貴族であるノーフォーク州ウェスト・ハーリングにおけるニュージェント男爵（Baron Nugent, of West Harling, co. Norfolk）に叙されたが、後継者がおらず1代で廃絶した。

## ニュージェント男爵（1767年）
- 初代ニュージェント伯爵、初代クレア子爵、初代ニュージェント男爵ロバート・クラッグス＝ニュージェント（1702年 – 1788年）

## ニュージェント男爵（1800年）
- バッキンガム侯爵夫人、初代ニュージェント女男爵メアリー・エリザベス・ニュージェント（1758年 – 1812年）
- 第2代ニュージェント男爵ジョージ・ニュージェント＝グレンヴィル（英語版）（1788年 – 1850年）

## ニュージェント男爵（1960年）
- 初代ニュージェント男爵テレンス・エドマンド・ガスコイン・ニュージェント（英語版）（1895年 – 1973年）